# Irby Lovette
Irby John Lovette (* 16. Juni 1969) ist ein US-amerikanischer Ornithologe und Ökologe.

## Leben
Lovette wuchs in Nordkalifornien auf. 1992 erlangte er den Bachelor of Arts am Dartmouth College in Biologie. 1999 wurde er mit der Dissertation Historical processes in the radiation of passerine birds: Phylogenetic approaches to the study of avian diversification an der University of Pennsylvania unter der Leitung von Robert E. Ricklefs zum Ph.D. in Biologie promoviert. Von 2000 bis 2001 war er Postdoktorand am Center for Tropical Research in San Francisco, Kalifornien.  
Von 2001 bis 2007 hatte er die Stelle des Assistenzprofessors in der Abteilung für Ökologie und Evolutionsbiologie der Cornell University in Ithaca, New York inne und von 2006 bis 2009 die des Leiters für die Aufbaustudiengänge im Bereich Ökologie und Evolutionsbiologie. 2001 wurde er Kurator für genetische Ressourcen im Cornell Museum of Vertebrates und Direktor des Fuller-Evolutionsbiologie-Programms am Cornell Laboratory of Ornithology. Seit 2018 ist er Direktor des Museums. Seit 2007 ist Lovette zudem stellvertretender Direktor für akademische Angelegenheiten am Cornell Laboratory of Ornithology und seit 2014 Professor in der Abteilung für Ökologie und Evolutionsbiologie der Cornell University. 
Lovettes Forschung befasst sich mit der Erzeugung und Verwendung von phylogenetischen Informationen für vergleichende Studien der Evolutions- und Diversifizierungsmuster von ökologischen und Verhaltensmerkmalen, mit der Verwendung genomischer Informationen für die Untersuchung der individuellen Ausbreitung des Genflusses auf Populationsebene, der Hybridisierung und der Artbildung sowie mit der Erzeugung von genetischen Informationen, die für Erhaltungs- und Managementfragen relevant sind.
Seit 2007 ist Lovette neben James V. Remsen, Douglas F. Stotz und Robert Terry Chesser Mitherausgeber der Ergänzungsausgaben zur Check-List of North American Birds der American Ornithologists’ Union. 2015 war er neben David W. Winkler und Shawn M. Billerman Mitherausgeber des Werks Bird Families of the World, An Invitation to the Spectacular Diversity of Birds. 2016 veröffentlichte er gemeinsam mit John W. Fitzpatrick das Handbook of Bird Biology, das vom Forbes Magazine unter die zwölf besten ornithologischen Bücher des Jahres gewählt wurde.
2013 stellte Lovette die neue Familie der Stärlingstangaren (Mitrospingidae) auf, deren Gattungen Mitrospingus, Lamprospiza und Orthogonys zuvor der Familie der Tangaren zugeordnet wurden. Im selben Jahr führte er die monogenerische Familie Nesospingidae für die Brustflecken-Inseltangare (Nesospingus speculiferus) sowie die Familie Spindalidae für die Gattung der Streifenkopftangaren (Spindalis) ein. 2014 stellte er in Zusammenarbeit mit Alexis F. L. A. Powell, F. Keith Barker, Scott M. Lanyon, Kevin J. Burns und John Klicka die monotypische Gattung Anumara für den Forbesstärling (Anumara forbesi) auf.